# Ingeberge
Ingeberge, dite aussi Ingoberge ou Ingoberga (vers 519-589) est une reine franque du VIe siècle. Elle est la première épouse de Caribert Ier, uni avant 560.
Son lignage serait royal. 
Ingoberga est citée dans l'œuvre de Grégoire de Tours qui la prétend ulcérée par le comportement volage de son époux. Elle aurait provoqué un scandale au palais en humiliant le père des deux concubines de Caribert (Merofledis et Marcowefa), un simple cardeur de laine. 
Ce coup d'éclat lui valut d'être chassée avant 565 de la couche royale et Caribert épouse les deux concubines vers 566. 
Elle vivait retirée dans un couvent à Tours lorsqu'en 589 elle convoqua l'évêque et chroniqueur Grégoire de Tours pour rédiger son testament. Celui-ci précise qu'elle était âgée de près de 70 ans.
Elle aura quatre enfants dont trois filles. Sa fille Berthe se marie avec Æthelberht, souverain du royaume anglo-saxon de Kent.